# Dancourt-Popincourt
Dancourt-Popincourt è un comune francese di 146 abitanti situato nel dipartimento della Somme nella regione dell'Alta Francia.

## Società

### Evoluzione demografica
Abitanti censiti